# Neoathyreus rufoventris
Neoathyreus rufoventris es una especie de coleóptero de la familia Geotrupidae.

## Distribución geográfica
Habita en Perú.